# 庄司紗千
庄司 紗千（しょうじ さち、1979年10月19日 - ）は日本の女性シンガーソングライター。

## 来歴
山形県山形市出身。洗足学園音楽大学ピアノ科卒業後、オリジナル曲の作詞作曲をはじめ、2005年から二人組のユニット「てまり」のピアノボーカルとして活動を始める。2010年より花王ソフィーナジェンヌWebCMシリーズに自らが作曲、演奏を手掛けた曲が起用される。
2006年11月 ShinyBoxより、1stミニアルバム限定発売。
2007年9月19日 初のフルアルバム「てまり」全12曲収録 全国発売。
2011年7月「さらら」から「庄司紗千」に改名。
2011年よりソロ活動を始め、2013年11月にソロで初のミニアルバム 「きこえるよ」をリリース。
2014年1月より、同アルバムの収録曲「ハッピーストライド」がYBC山形放送テレビ「ピヨ卵ワイド430」のエンディングテーマとして採用されている。
フルアルバム「つつじケ丘の坂道で」発売。
かつては東京を拠点とし、精力的にライブ活動展開していた。
いちごとホワイトチョコとモツ鍋と焼肉とタイ料理と芋煮が好き。
2019年4月より山形に拠点を移した。そして山形放送ラジオで「庄司紗千の夕暮れチョコレート」が始まった。
2019年4月、山形県長井市のコミュニティFM局、おらんだラジオで「庄司紗千のなんかステキなことが起こりそう」スタート。

## ディスコグラフィー

### アルバム
- 『きこえるよ』（2013年）
- 『つつじヶ丘の坂道で』（2016年）
- 『海をこえて』（2018年）
- 『3年分のハグをしよう』（2022年）

### シングル
- 『やまがた景観物語』（2024年）